# 河唇镇
河唇镇，是中华人民共和国广东省湛江市廉江市下辖的一个乡镇级行政单位。

## 行政区划
河唇镇下辖以下地区：
河唇社区、白藤村、风梢村、横窝村、良塘村、新屋仔村、黄竹山村、莲塘口村、河唇村、青湖村、龙湖村、苏州垌村、上村、茅仓村、山祖村、灯草村、姜家垌村、龙平村、东村和红湖农场。

## 荣誉
2014年，河唇镇被宣布为湛江市第四批宜居城镇。
除此以外，河唇镇还曾被评为广东省宜居城镇、广东省生态示范镇、湛江市生态文明镇、廉江特色旅游名镇。